# Nowe Złotno
Nowe Złotno (dawn. Złotno Nowe) – dawna podłódzka miejscowość, od 1946 osiedle w zachodniej części Łodzi, w dzielnicy Polesie. Administracyjnie wchodzi w skład osiedla Złotno. Rozpościera się w rejonie ulicy Rąbieńskiej.

## Historia
Złotno Nowe to dawna kolonia, składającą się z szeregu miejscowości. Od 1867 w gminie Rąbień. W okresie międzywojennym należało do powiatu łódzkiego w woj. łódzkim. W 1921 roku liczba mieszkańców wynosiła 652. 1 kwietnia 1927 Nowe Złotno wyłączono z gminy Rąbień i włączono do gminy Brus. 1 września 1933 utworzono gromadę (sołectwo) o nazwie Nowe Złotno w granicach gminy Brus, obejmującą miejscowości: wieś Jagodnica Złotno folwark lit. A, kolonię Jagodnica Złotno folwark lit. A-część, kolonię Jagodnica Złotno-część folwarku lit. A, kolonię Jagodnica Złotno-część folwarku A (place), oraz kolonię Jagodnica Złotno folwark lit. B. Podczas II wojny światowej włączona do III Rzeszy.
Po wojnie Nowe Złotno powróciło na krótko do powiatu łódzkiego woj. łódzkim, lecz już 13 lutego 1946 wszystkie miejscowości tworzące kolonię Nowe Złotno włączono do Łodzi.